# Oligomyrmex perpusillus
Oligomyrmex perpusillus är en myrart som först beskrevs av Carlo Emery 1895.  Oligomyrmex perpusillus ingår i släktet Oligomyrmex och familjen myror.

## Underarter
Arten delas in i följande underarter:
- O. p. arnoldianus
- O. p. concedens
- O. p. perpusillus
- O. p. spinosus